# Ramzová
Ramzová (niem. Ramsau) – wieś, część gminy Ostružná, położona w kraju ołomunieckim, w powiecie Jesionik (czes. Jeseník), w Czechach.

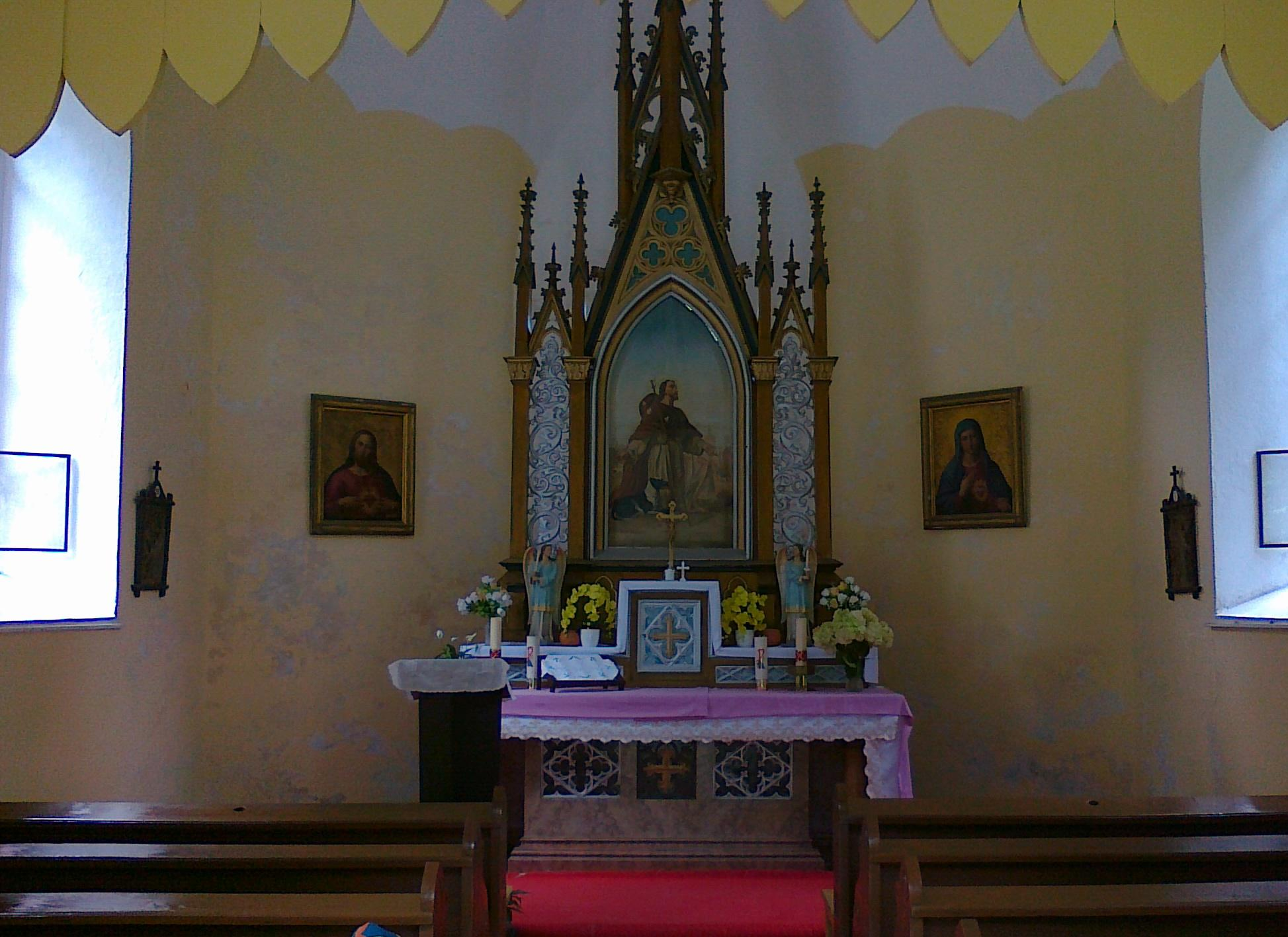
Wnętrze rzymskokatolickiej kaplicy św. Rocha we wsi Ramzová

Miejscowość jest miejscem aktywnego uprawiania turystyki: pieszej, rowerowej, narciarskiej oraz snowboardowej. W miejscowości znajduje się dolna stacja kolei linowej prowadzącej na górę Šerák.
Z miejscowości Ramzová mają początek szlaki turystyczne:
- Ramzová – góra Černava – góra Šerák – szczyt Keprník – Trojmezí – góra Červená hora – Červenohorské sedlo;
- Ramzová – Petříkov – dolina rzeki Branná – Císařská chata – góra Palaš – Masyw Śnieżnika (czes. Králický Sněžník);
- Przełęcz Ramzovska – Ramzová – góra Obří skály,

oraz ścieżki rowerowe:
- Ramzová – Horní Lipová – góra Oblý vrch – Luční vrch;
- Ramzová – góra Obří skály.

Przez miejscowość Ramzová przebiega droga nr 369 oraz prowadzą do niej dwa podjazdy:
- podjazd z miejscowości Lipová-lázně: (długość: 8,2 km, różnica wysokości: 272 m, średnie nachylenie podjazdu: 3,3%);
- podjazd z miejscowości Hanušovice: (długość: 18,8 km, różnica wysokości: 364 m, średnie nachylenie podjazdu: 1,9%).

Ramzová jest popularnym ośrodkiem narciarskim. Zlokalizowano tu trasy narciarstwa zjazdowego o różnym stopniu trudności.
W miejscowości Ramzová są hotele: „Apartmány Ramzová” i „Andromeda” oraz liczne pensjonaty: „Kaťuša”, „Haltmar”, „U Štefana”, „Zetos”, „Pacific”, „Staré sedlo”, „U sv. Rocha”, „Pod Klínem” i „Ramzová”.